# Шахбазян, Артюш Вардгесович
Артюш Вардгесович Шахбазян (арм. Արտյուշ Շահբազյան, 18 февраля 1961, Ереван) — депутат армянского парламента.
- 1979—1984 — факультет культуры Армянского педагогического института им. Х. Абовяна. Режиссёр театра.
- 1984—1986 — служил в советской армии.
- 1986—1989 — режиссёр-ассистент в киностудии «Армфильм».
- С 1990 — вступил в ряды «АРФД», работал в центре издательства и информатизации, журналистом и секретарём.
- 1991—1994 — работал в газете «Азатамарт» бюро «АРФД»; редактор, ответственный за политический отдел, заместитель начальника редакции.
- 1994—1996 — работал в газете «Дрошак» бюро «АРФД».
- 1990—2006 — неоднократно избирался членом «АРФД» армянского центрального комитета и Верховного органа.
- 2007 — 2012 — депутат Национального собрания Армении. Член партии «АРФД».